# ラトック
ラトック山群（Latok group）は、パキスタンのカラコルム山脈中央部、パンマー・ムズターク（Panmah Muztagh）にある急峻な岩峰群である。バインター・ブラック（Baintha Brakk）に代表されるオーガ山群の東に位置している。ラトック山群のすぐ南側には、カラコルムの大氷河の一つ、ビアフォー氷河（Biafo Glacier）の支流のバインター・ルクバル氷河（Baintha Lukpar Glacier）が横たわっている。北側には、チョクトイ氷河が走る。
ラトック山群には4つの峰が含まれる。以下にその山群における相対的な位置、高度、初登頂年を列記する。
- ラトック 1峰、北側中央、7,145m、1979年
- ラトック 2峰、西、7,108m、1977年
- ラトック 3峰、東、6,949m、1979年
- ラトック 4峰、北端、6,456m、1980年

全ての峰は技術的に難しく、世界中の高峰の中でも特に困難な登攀がなされてきた。

## ラトック 1峰
1975年に原真率いる日本山岳会東海支部隊の6名が登頂を目指した。しかし、1峰・3峰間のクーロワールからコルに出ようとしたが突破できずに敗退した。
1979年に高田直樹が率いる日本隊は、1峰・3峰間のクーロワールからバットレス南壁を登攀し垂壁を突破、東稜から初登頂に成功した。最初の登頂隊は重廣恒夫、松見親衛、渡辺優であった。続いて3日後、武藤英生、奥淳一、遠藤甲太が登頂した。
この年1979年にラトック1の登山許可を得たのは、クリス・ボニントン率いるイギリス隊であったが、危険すぎるとしてキャンセルしたので、その許可は日本隊が得ることとなった。
ラトック1の別ルート、高度2,500mの急峻な北稜は、チョクトイ氷河からの未踏のルートとして知られている。最初の試みはアメリカのクライマー4名（ジム・ドニーニ（Jim_Donini）、ミカエル・ケネディ（Michael Kennedy）、ジョージ・ロウ（George Lowe）、ジェフ・ロー（Jeff Lowe））によってなされた。軽量スタイルでのこの登攀は広く賞賛されたが、頂上には達せなかった。ラトック1は初登頂がなされた後も数多くの試みがなされてきたが、未だ成功した者はいない。

### 初登頂記録概要
出典
隊の名称
ビアフォ／カラコルム登山隊 1979
活動期間
1979年5月〜7月
目的
ラトック1峰初登頂
隊の構成
隊長=高田直樹（43歳）、登攀リーダー=重廣恒夫（31歳）、隊員=松見親衛（32歳）、奥淳一（31歳）、遠藤甲太（30歳）、武藤英生（29歳）、中村達（29歳）、渡辺優（29歳）、城崎英明（22歳）、医師=五藤卓雄（34歳）
行動概要
6月10日バインター・ルクパール氷河上4,600m地点にBC建設。南壁右寄りのピラーにルートを取リ、途中ニケ所の中間デポを設けて6月20日C1（5,500m）建設。6月21日雪崩によりC1が流失した為、以後はBC・C1間の第二デポをC1として使用した。6月30日（5,800m）建設。その後核心部である70mの垂壁を二日間を費して突破し、7月8日C3予定地（6,300m）に到達。C3予定地はテントを張るだけのスペースがなく、ビバークを繰り返すこととする。7月15日南壁上部のアイス・キャップに達し、C3（6,500m）建設。7月17日重廣、松見、渡辺の三隊員により第一回アタックを試みるが、ロープの不足と天候の悪化で引返す。7月19日同じ三名にて再度アタック、新雪と頂上直下のスラブに苦労しながら19時45分初登頂に成功。7月22日第二次隊の三名（武藤、遠藤、奥）と重廣がC3より第二次登頂を果す。
記録映像
朝日新聞社と朝日放送の依頼で重廣恒夫が撮影したラトック1峰の登攀記録の16mmフィルムが存在する。重廣によると、現在、フィルムは朝日放送が所有し保管しているとのこと。これが唯一のラトック1峰の頂上から撮影された動画である。そのフィルムを編集し1980年に朝日放送で放送されたドキュメンタリー番組、『未踏峰7145米：ラトックI登頂の記録』（撮影・レポーター：重廣恒夫、聞き手：あべ静江、プロデューサー：合田 実・木村英生、編集：越智 稠、制作：朝日放送）がある。

## ラトック 2峰
ラトック2に最初に挑んだのは、1975年の日本の登攀倶楽部 京都隊（高田直樹隊長）である。北面の雪壁から北稜コルに達した後、リッジを辿ったが頂上には届かなかった。次いで1977年に、アルツーロ・ベルガマスキに率いられたイタリア隊が、高田隊の反対側のルート、南面のバインター・ルクバル氷河からのルートをとり、初登頂を果たした（これはこの山群での最初の登頂である）。
彼らはこのピークの南東面を登り、E・アミモンタ、T・メイス、R・ベランティーニが登頂した。
ラトック2での特筆すべき登頂が最近の1997年になされた。アレキサンダー・フーバー（Alexander Huber）、トーマス・フーバー（Thomas Huber）、トニー・ガッシュ（Toni Gutsch）、コンラッド・アンカーよりなる極めて強力なパーティーは、垂直に切り立った西壁を攀り、頂上に達した。彼らはこのルートのことを、マッキンリーの頂上にエル・キャピタンを置いたようだと表現している。標高6,100mの基部から垂直の岩壁は1,000mであり、垂直登攀の登攀距離はトータル2,200mに達した。

## ラトック 3峰
ラトック3の初登頂は1979年になされた。寺西洋司をリーダーとする日本隊は南西稜ルートを攀った。彼らは南西稜をとり、登頂隊は寺西、高見一成、森榮、奥平直樹だった。同じルートからの第二登は1988年にイタリア隊によってなされた。実際のところ、これはこの山群における初めての第二登である。

## ラトック 4峰

### 初登頂記録概要
出典
隊の名称
山学同志会ラトック4峰登山隊
活動期間
1980年7月4日〜30日
目的
ラトック4峰初登頂
隊の構成
隊長=大宮求（31歳）、隊員=岡野孝司（29歳）、半田久（27歳）、田鎖勤（21歳）、医師=野田政樹（27歳）
行動概要
7月4日BC（4,600m）建設。7日C1（5,100m）、8日C2（5,400m）を氷河上に作り、9日、医師を除く4人でアタック。南西壁の氷壁にルートをとり、6,000mでビバーク。10日、不調の2人を残して、大宮、半田が頂上直下40mに達したが、時間切れで断念。13日BCにもどり、1日休養後、15日BC発。16日C1を出発した大宮、岡野は5,700m、6,250mでビバーク後、18日登頂。しかし下降中、5,850mでビバークしようとしてクレバスに転落。大宮は6日目、岡野は9日目に救出された。